# Charles Meyer

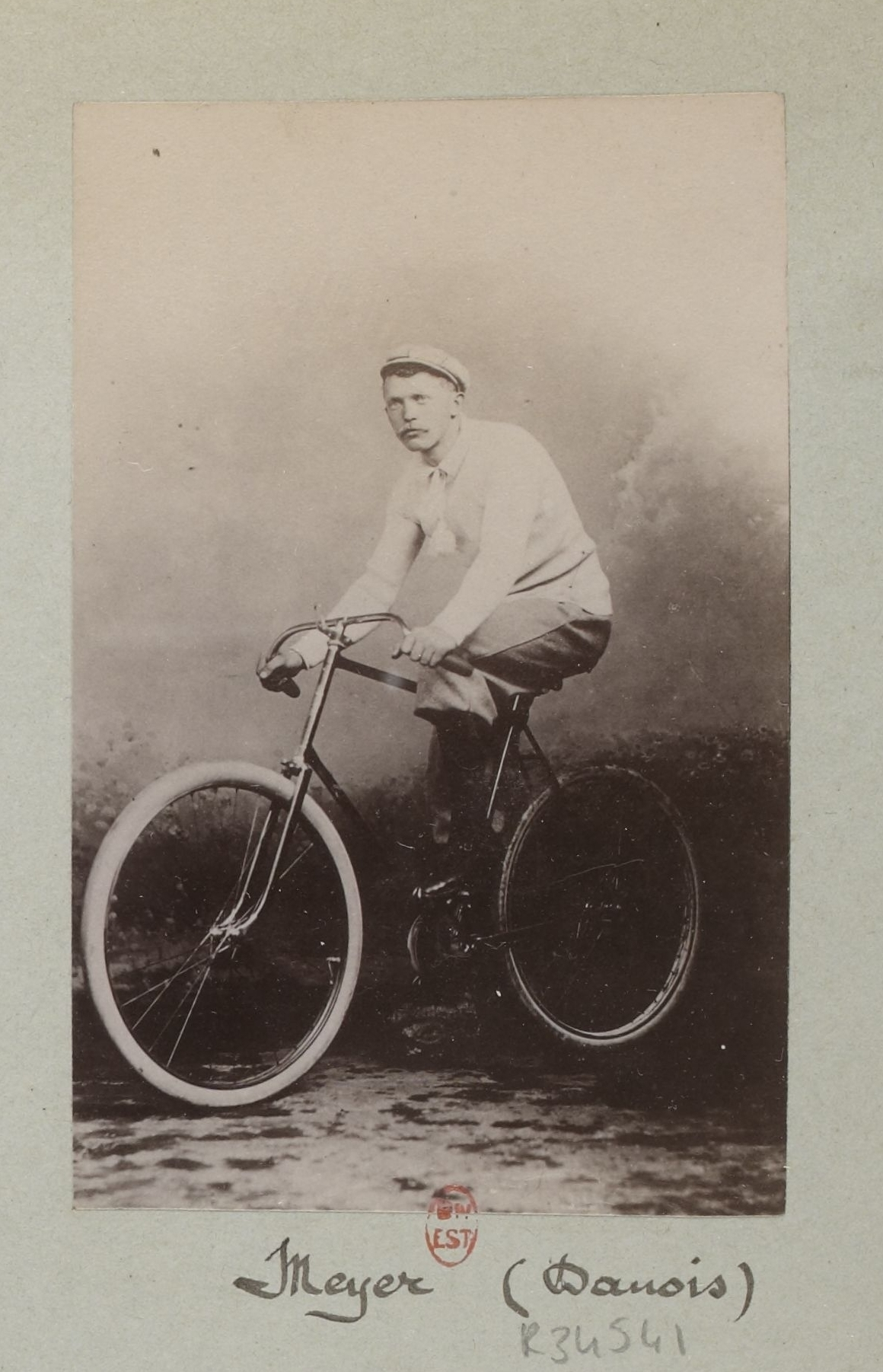
Charles Meyer 1897

Charles Meyer fue un ciclista profesional danés que corrió entre los años 1892 y 1898. Nació en Flensburg (Dinamarca), 16 de marzo de 1868 y murió en Dieppe (Francia), el 31 de enero de 1931, a los 62 años de edad.
Durante su etapa como ciclista consiguió tres victorias.

## Palmarés
1893
- París-Trouville

1895
- Burdeos-París
- París-Royan